# Ахундов, Сулейман Сани
Сулейман Сани Рзагулу бек оглы Ахундов (азерб. Süleyman Sani Rzaqulu bəy oğlu Axundov; 3 октября 1875, Шуша — 29 марта 1939, Баку) — азербайджанский драматург, журналист, детский писатель и педагог. Он выбрал псевдоним «Сани» (араб. «второй»), чтобы избегать путаницы со своим однофамильцем Мирзой Фатали Ахундовым.

## Жизнь и вклад
Сани Ахундов родился в бекской семье в городе Шуше Елизаветпольской губернии. Окончил Закавказскую учительскую семинарию в Гори (Грузия) в 1894 году. Всю дальнейшую жизнь он посвятил педагогике и журналистике. Он был соавтором учебника азербайджанского языка «Второй год», изданного в 1906 году. После советизации Азербайджана он некоторое время занимал должность министра образования Нагорно-Карабахской автономной области. В 1922 году Сулейман Сани Ахундов возглавил «Кружок союза тюркских литераторов и поэтов» — художественный союз, под названием «Илдырым», что означает в переводе с азербайджанского — «Молния». 
За заслуги в литературной и педагогической деятельности в 1932 году ему было присвоено почетное звание Героя Труда. В промежутке между 1920 и 1930 гг. он избирался членом Бакинского совета, кандидатом в члены Бакинского исполнительного комитета, членом Центрального исполнительного комитета Азербайджанской ССР.

## Творчество

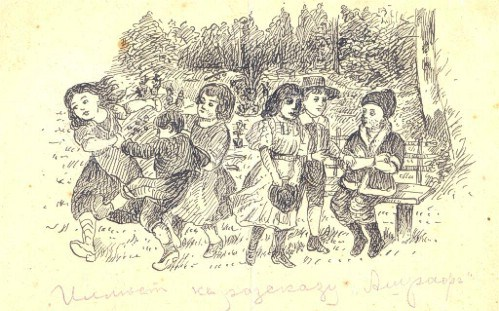
Иллюстрация Ахундова к рассказу «Ашраф»

Его первым произведением была комедия «Жадина», написанная в 1899 году, в которой автор подвергал осмеянию устаревшие обычаи и традиции, нарисовав отталкивающий образ стяжателя и скупца. В созданных после русской революции 1905 года произведениях писатель касался более широких социально-политических проблем, освещая их с демократических позиций. В рассказе «Пир» (1905) автор выступает как защитник интересов трудящихся, разоблачая паразитизм эксплуататоров. В 1912—1913 годах он стал автором сборника «Страшные сказки», состоящего из пяти частей и освещающего тему бедности и социального неравенства и, впоследствии, ставшего в Азербайджане одной из самых популярных детских книг советской эпохи. В своих произведениях, написанных после 1920 года, Ахундов продолжал критиковать деспотизм, патриархальные устои и отсталость. В это время им написаны пьесы «Колесо фортуны» (1921) и «Соколиное гнездо» (1921), драма «Любовь и месть» (1922).
В сборник "Страшные сказки" входят такие произведения как: "Ахмед и Мелеке", "Аббас и Зейнаб", "Нуреддин" и "Чернушка"

## Галерея

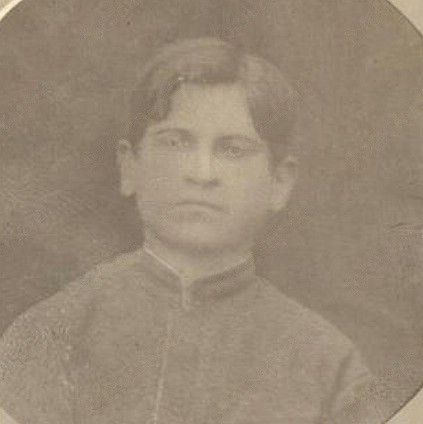
В Гори. 1888 год
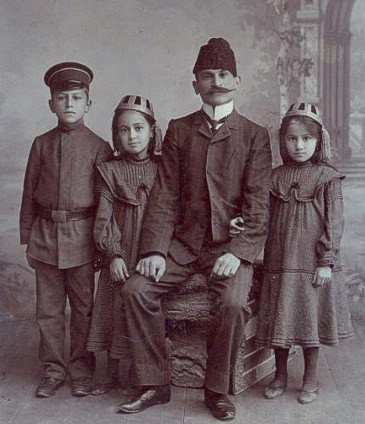
С двоюродными братом и сёстрами. Баку, 1902 год
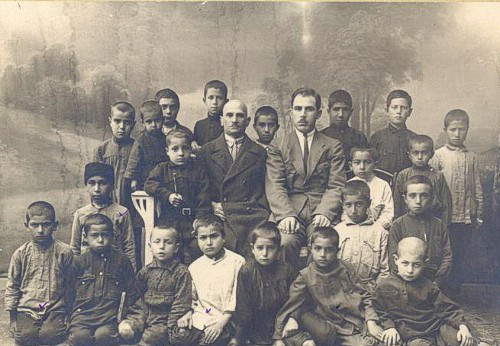
Среди учеников. 1924 год
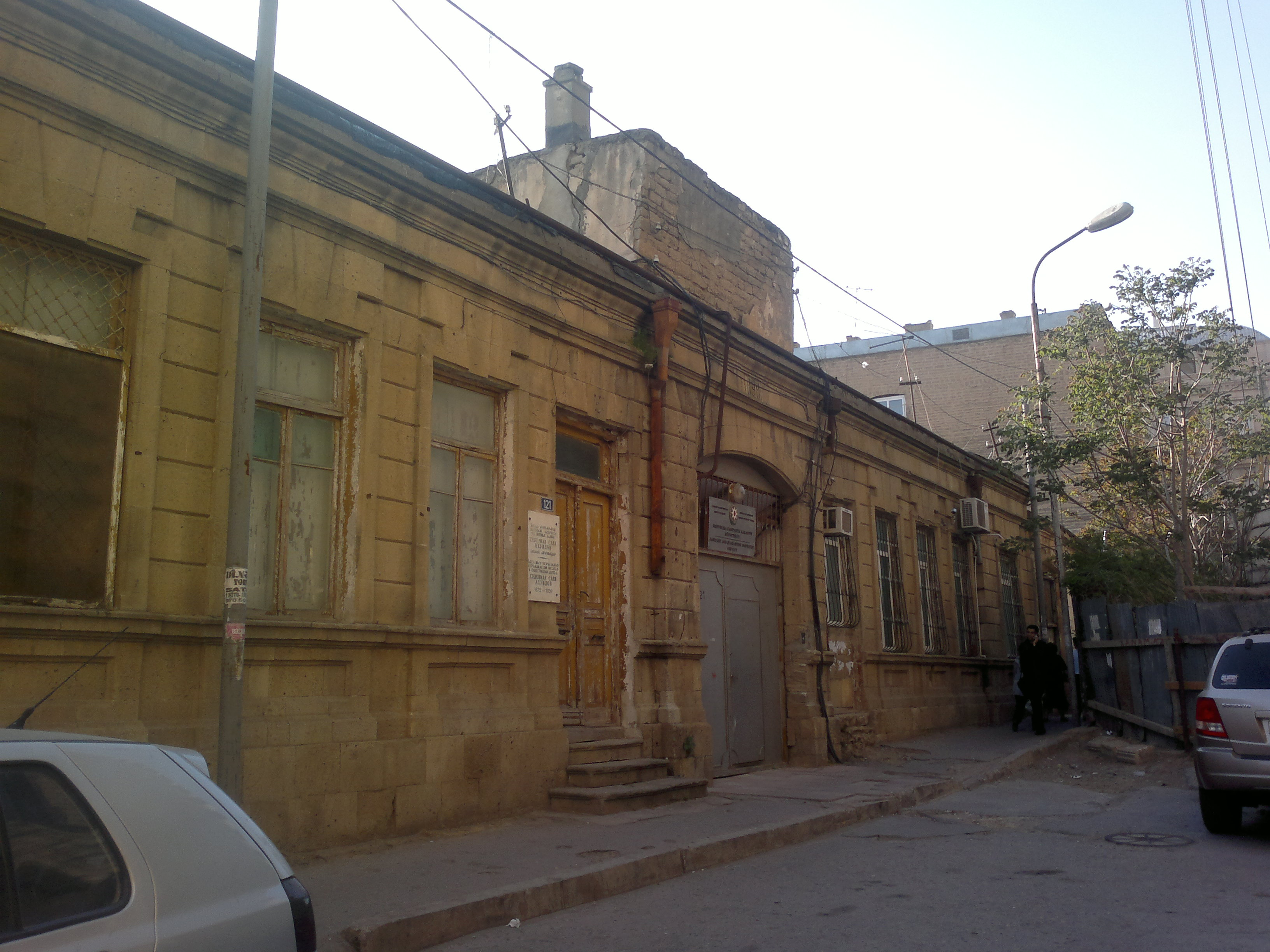
Дом в Баку, в котором жил Ахундов
Мемориальная доска на стене дома в Баку, в котором жил Сулейман Сани Ахундов
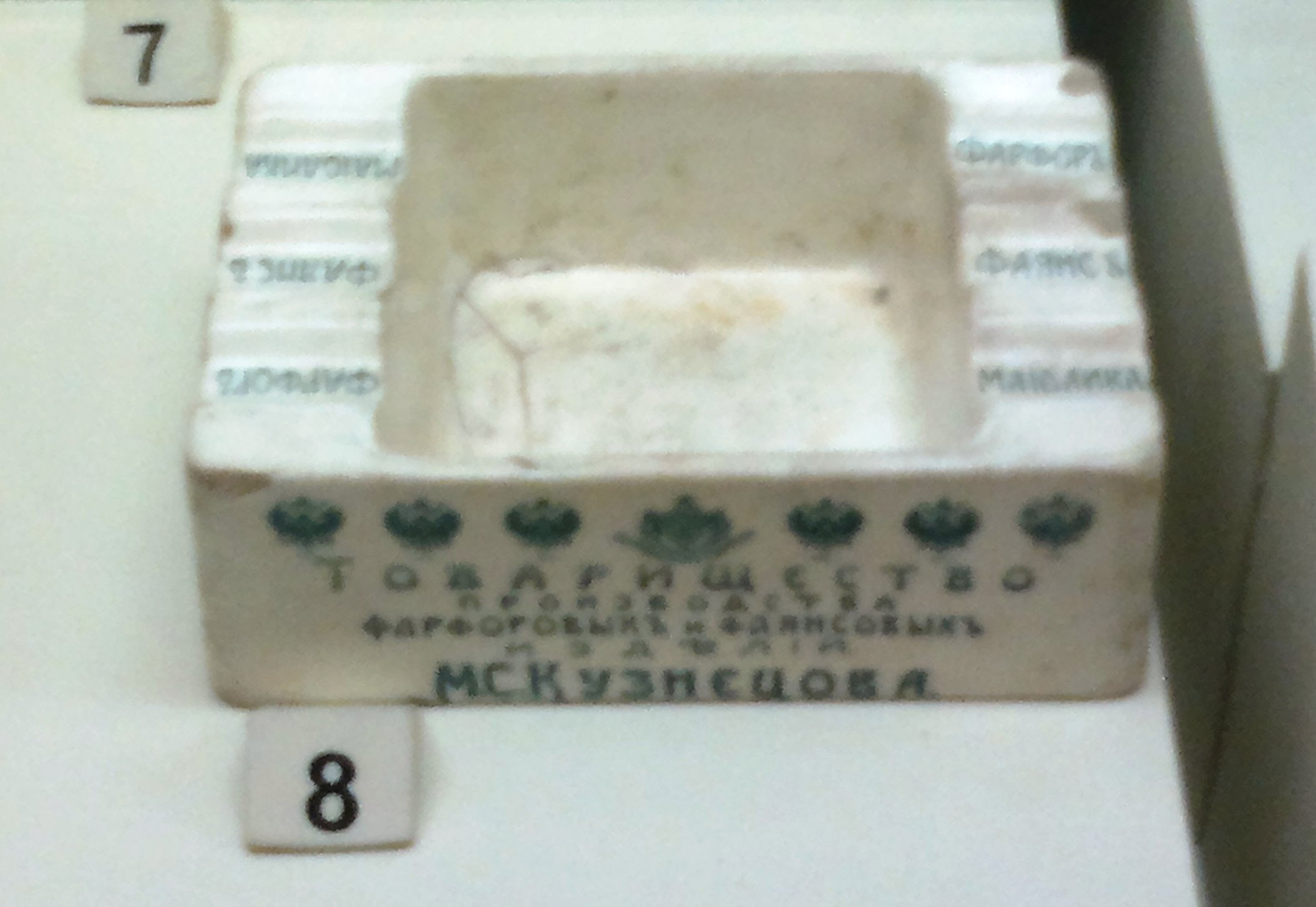
Пепельница Сулеймана Сани Ахундова в Музее истории Азербайджана (Баку)

## Память
Именем Сулеймана Сани Ахундова названа одна из улиц Баку.